# Dyffryn Ardudwy
Koordinaten: 52° 47′ 4″ N, 4° 5′ 40,2″ W
Dyffryn Ardudwy ist ein Dorf und eine Community in Gwynedd. Der Name wird vor allem mit einer gleichnamigen Megalithanlage unmittelbar nahe dem Dorf verbunden. Diese liegt etwa 40 m über dem Meeresspiegel auf dem flachen Hang von Moelfre in einem von einer Mauer und einer Waldfläche umschlossenen Areal am Rand des Dorfes, das ihm seinen Namen gab.

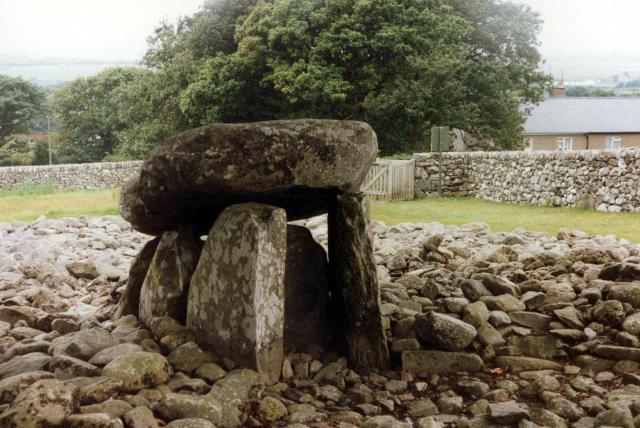
Chambered Cairn

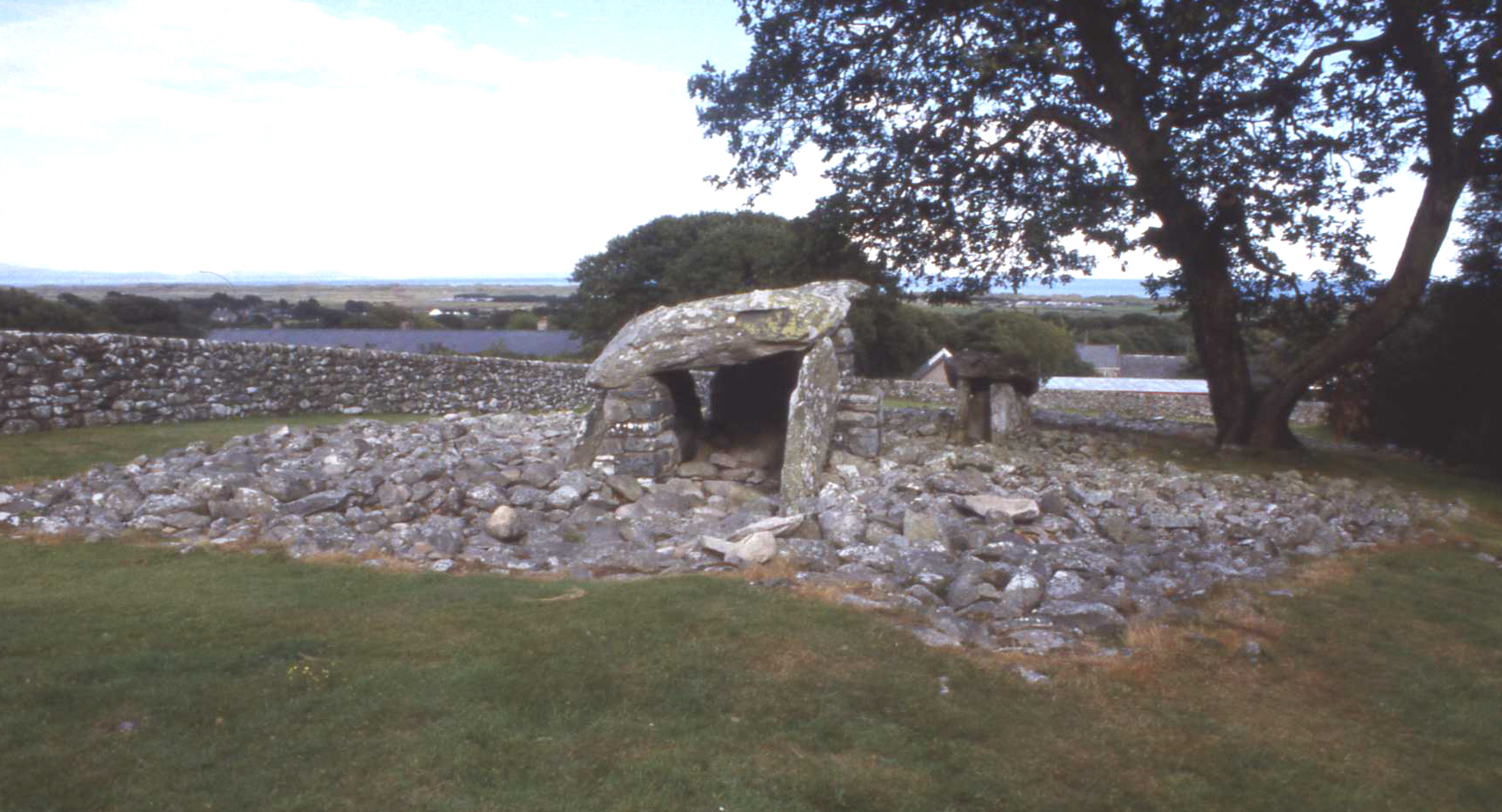
Dyffryn Ardudwy von Osten gesehen

Die Ausgrabung im Jahre 1960 enthüllte ein gut erhaltenes zweiphasig errichtetes Monument. Zuerst wurde eine kleine Kammer errichtet, die in einem ovalen Cairn oder einer niedrigen Plattform mit einem Vorhof lag. Die kleine Kammer besteht aus sechs Tragsteinen, die einen Deckstein stützen. Vor dem Portal wurden die Teile mehrerer jungsteinzeitlicher Gefäße, des Typs der feinen schlichten „Irish Sea Ware“ in einer Grube gefunden.
Später wurde östlich der ersten eine zweite Kammer gebaut. Diese Kammer hat heute zusätzlich eine moderne Betonsäule, um den größeren Deckstein zu stützen. Die Kammer hatte einen Vorbau, der zerscherbte Töpferware enthielt. Jungsteinzeitliche und bronzezeitliche Keramik wurde auch innerhalb der Kammer gefunden. Einige der Gefäße enthielten dunkle Erde mit einer Konzentration eingeäscherter Knochen, die zu einem einzelnen Individuum gehörten. Sieben Feuersteine wurden zwischen den Steinen des Cairns gefunden und eine zerbrochene Pfeilspitze lag an seinem östlichen Ende.
Beide Kammern von Dyffryn Ardudwy wurden letztlich in den gemeinsamen gestreckten sehr flachen Cairn integriert bzw. von einer niedrigen Plattform umschlossen. Aber es ist möglich, die Form und die Größe des originalen kleineren ovalen Cairns zu erkennen, der zunächst um die westliche Kammer errichtet wurde.
In der Nähe liegen der Cairn von Cors y Gedol, die Portal Tombs Bron y Foel Isaf und Gwern Einion und die Menhire von Meini Hirion.